# Christian Schneider (Kulturwissenschaftler)
Christian Schneider (* 1951 in Hannover) ist ein deutscher Kulturwissenschaftler, Sozialpsychologe und Coach.

## Leben
Nach dem Studium der Philosophie, Soziologie, Psychologie und Politikwissenschaft sowie der Promotion bei Oskar Negt trieb er zwei Jahre kunstwissenschaftliche Studien in Italien. Danach arbeitete er an der Leibnizforschungsbibliothek in Hannover und wurde dann Dozent am dortigen Psychologischen Institut der Universität. 1989 wechselte er an das Sigmund-Freud-Institut in Frankfurt, wo er sich im Rahmen des von ihm initiierten Curriculums „Forschungsanalytiker“ psychoanalytisch fortbilden ließ (staatliche Anerkennung als Psychotherapeut 1993). Er realisierte Forschungsprojekte über die Generationengeschichte des Nationalsozialismus, die Kritische Theorie und dissidente Biografien in der Bundesrepublik und der ehemaligen DDR. Er habilitierte sich 1997. Schneider lehrt als Privatdozent an der Universität Kassel. Seit 2001 hat er eine Praxis für psychoanalytisches Coaching. 2009 wurde sein Film Herrenkinder bei den Hofer Filmtagen uraufgeführt.

## Publikationen
- Das Erbe der Napola. Versuch einer Generationengeschichte des Nationalsozialismus, Hamburg 1996 (mit Cordelia Stillke und Bernd Leineweber)
  - Taschenbuchausgabe 2009, ISBN 978-3868542059
- Trauma und Kritik. Zur Generationengeschichte der Kritischen Theorie, Münster 2000 (mit denselben), ISBN 389691703X
- Identität und Macht, Gießen 2002 (mit Annette Simon, Heinz Steinert, C. Stillke), ISBN 3898061876
- Repräsentationen des Holocaust. Zur Gegenwartsbedeutung des Holocaust in Israel und Deutschland, Frankfurt 2004 (Hg. mit Margit Frölich und Yariv Lapid)
- Das Böse im Blick. Die Gegenwart des Nationalsozialismus im Film (Hg. mit Margit Frölich und Karsten Visarius). Brandes & Apsel 2004, ISBN 3860993275
- Projektionen des Fundamentalismus. Reflexionen und Gegenbilder im Film, Marburg 2008 (Hg. mit M. Frölich und K. Visarius), ISBN 978-3894725037
- Gefühlte Opfer. Illusionen der Vergangenheitsbewältigung (mit Ulrike Jureit). Klett-Cotta 2010, ISBN 978-3608946499
- Sahra Wagenknecht. Die Biografie. Campus, Frankfurt am Main 2019, ISBN 978-3-593-50986-0. (Mit 34 Fotos und Quellenangaben)
- Der sprachlose Philosoph. Ludwig Wittgensteins Philosophie als lebensgeschichtliche Selbstreflexion. Königshausen und Neumann 2020, ISBN 978-3-8260-7072-3